# Ferenc Ripka
Dans le nom hongrois Ripka Ferenc, le nom de famille précède le prénom, mais cet article utilise l’ordre habituel en français Ferenc Ripka, où le prénom précède le nom.
Ferenc Ripka, né à Isaszeg (Autriche-Hongrie) le 1er septembre 1871 et mort à Budapest le 9 mars 1944 , est un homme politique qui a été bourgmestre de Budapest .